# Malla (Barcelona)
Malla es un municipio de la comarca de Osona, en el centro de la Plana de Vic, en la provincia de Barcelona, comunidad autónoma de Cataluña, España. 
Malla es un pueblo rural con una población que mayoritariamente vive de la agricultura y la ganadería. En este municipio, unas sesenta masías están dispersas a lo largo de 11 km2.

## Símbolos
El escudo de Malla se define por el siguiente blasón:
«Escudo embaldosado: losanjado de oro y de sable; la filiera de gules. Por timbre una corona mural de pueblo.»
Fue aprobado el 12 de enero de 1994.

## Demografía
Malla cuenta con una población de 272 habitantes (INE 2024).
| Gráfica de evolución demográfica de Malla entre 1842 y 2021 |
| |
| Población de derecho según los censos de población del INE. Población de hecho según los censos de población del INE.En este censo se denominaba Masías de Mallá y Mirambel: 1842. |

| 1900 | 1930 | 1950 | 1970 | 1981 | 1986 | 2006 | 2022 |
| ---- | ---- | ---- | ---- | ---- | ---- | ---- | ---- |
| 390  | 537  | 450  | 335  | 283  | 257  | 257  | 272  |

## Comunicaciones
El término municipal está atravesado por la autovía C-17 de Barcelona a Vich.

## Lugares de interés
- Iglesia de San Vicente, de estilo románico. Durante unas obras de restauración se descubrió un sarcófago de época ibero-romana con escenas de mitología griega.